# Michelle Manes
Pour les articles homonymes, voir Manes.
Michelle Ann Manes, née en 1970, est une mathématicienne américaine dont les intérêts de recherche couvrent les domaines de la théorie des nombres, de la géométrie algébrique et des systèmes dynamiques. Elle est professeure de mathématiques à l'université d'Hawaï à Mānoa et directrice de programme d'algèbre et de théorie des nombres à la Fondation nationale pour la science.  

## Éducation et carrière
Manes est diplômée de l'université de Californie à Berkeley en 1991 et a obtenu une maîtrise en éducation des sourds à l'université de Boston en 1993, avec une concentration en enseignement des mathématiques. Elle a travaillé à divers titres dans la région de Boston comme enseignante en mathématiques de 1993 à 2003, lorsqu'elle a repris études supérieures. Elle a complété une deuxième maîtrise en mathématiques en 2004 et un doctorat en 2007 à l'université Brown ; sa thèse, intitulée Arithmetic dynamics of rational maps, a été dirigée par Joseph H. Silverman,. Après un poste provisoire à l'université de Californie du Sud, elle rejoint l'université d'Hawaï en 2008.
Elle est directrice de programme d'algèbre et de théorie des nombres à la Fondation nationale pour la science,.
Poursuivant son intérêt pour l'enseignement des mathématiques, Manes a cofondé le Math Teachers 'Circle of Hawaii' (MaTCH) en 2010,,.

## Prix et distinctions
En 2015, Manes a remporté le Golden Section Award for Distinguished College or University Teaching of Mathematics décerné par la Mathematical Association of America et en 2017, elle a remporté la Regents 'Medal for Excellence in Teaching de l'Université d' Hawaï,. 
Toujours en 2017, l'Association for Women in Mathematics lui a décerné son Service Award.  Manes a été nommé Fellow de l'AWM dans la classe 2020 des boursiers par l'Association for Women in Mathematics, pour « son soutien aux carrières de recherche des femmes en mathématiques par le biais du leadership dans le réseau WIN et les comités avancés AWM pour permettre la formation de réseaux de recherche pour les femmes dans de nombreux domaines des mathématiques »".  